# Aureli Altimira
Aureli Altimira Hercés (Cardedeu, 21 febbraio 1968) è un preparatore atletico ed ex calciatore spagnolo, di ruolo attaccante.

## Biografia
È padre di Sergi Altimira e zio di Adrià Altimira.

## Carriera
Iniziò a giocare a calcio nella squadra della sua città natale, Cardedeu, in Catalogna. Nella stagione 1979-1980 entrò a far parte delle giovanili del Barcellonae vi restò per due stagioni. Tornò a giocare a Cardedeu, poi militò per una stagione e mezza nel settore giovanile dell'Esport Club Granollers.  Conclusa l'esperienza a Granollers, tornò al Barcellona. Passò al Barcelona Amateur, con cui giocò una stagione in Tercera División e due in Segunda B. Nella stagione 1989-1990 militò nel Barcellona Atlètic allenato da Quique Costas.
Nel 1990 venne ceduto in prestito insieme al suo compagno di squadra Blanquer al Figueres, squadra della Segunda División allenata da Roberto D'Alessandro. Sotto la guida dell'argentino, Altamira segnò 13 reti in 36 partite, concludendo la stagione come miglior marcatore in campionato della squadra. Il Figueres arrivò al settimo posto.
Nella stagione 1991-1992 la squadra arrivò al terzo posto, sfiorando la promozione in massima serie. Altimira collezionò 7 reti e 33 presenze, concludendo la stagione come secondo migliore marcatore della squadra catalana dopo Bartolomé Márquez. Al termine della stagione, scaduto il contratto che lo legava al Barcellona, Altimira passò al Club Deportivo Badajoz, in Segunda División. In tre stagioni con la squadra dell'Estremadura collezionò 89 presenze e 15 gol. Nella stagione 1993-1994, in occasione della partita di andata degli Ottavi di finale di Coppa del Re, segnò il gol della vittoria casalinga per 1-0 contro il Real Saragozza. Al ritorno gli aragonesi, futuri vincitori della competizione, sconfissero il Badajoz per 3-0.
Nella stagione 1995-1996 militò nel Málaga CF, in Segunda División B. Nel 1996 passò al Manlleu, altra squadra della Segunda B.
Militò per tre stagioni nel CF Gavà e dal 2000 al 2002 vestì la maglia dell'Ateneu Esportiu Guíxols, prima di ritirarsi.
Altimira dopo il ritiro dal calcio giocato lavorò come preparatore fisico del Barcellona C e del Barcellona B. Con l'arrivo di Pep Guardiola, iniziò a lavorare con la prima squadra, contribuendo ai numerosi successi della squadra catalana.